# Parathiscia conjugata
Parathiscia conjugata är en insektsart som beskrevs av Melichar 1901. Parathiscia conjugata ingår i släktet Parathiscia och familjen Acanaloniidae. Inga underarter finns listade i Catalogue of Life.